# Pet Alien
Pet Alien (conosciuto in Nord America come Pet Alien: An Intergalactic Puzzlepalooza) è un videogioco rompicapo sviluppato da Shin'en Multimedia e pubblicato da The Game Factory il 30 luglio 2007 in Nord America per Nintendo DS. È basato sulla serie animata Alieni pazzeschi.

## Modalità di gioco
Nel gioco si possono controllare i cinque alieni della serie animata: Dinko, Gumpers, Flip, Swanky e Scruffy. Ognuno di loro ha delle abilità speciali e lo scopo del gioco è quello di utilizzare queste abilità per raccogliere alcune gemme sparse nei vari livelli. Il giocatore inizia controllando Gumpers e, man mano che prosegue il gioco, può sbloccare gli altri alieni.
Il gioco è incentrato sui cinque alieni e sulla loro missione di salvare il loro amico terrestre Tommy Cadle. Gli alieni e Tommy Cadle vengono portati nello spazio all'interno della nave spaziale Robotix, dove gli alieni dovranno superare numerosi ostacoli per salvare il loro amico.

## Accoglienza
Il gioco ha ricevuto un punteggio medio di 5.0/10 su IGN, mentre la rivista videoludica Nintendo Power gli ha dato un punteggio di 8/10. Il gioco ha raggiunto un rapporto medio del 56% su GameRankings.